# Histoires de planètes
Histoires de planètes est le septième volume de la première série de La Grande Anthologie de la science-fiction.
Préfacé par Demètre Ioakimidis, il réunit quinze nouvelles et a été publié en 1975.

## Publications
- Demètre Ioakimidis (dir.), Histoires de planètes, Le Livre de poche no 3769, 1975 (rééd. 1985), 442 p., 11 x 16,5 cm  (ISBN 2-253-00723-4)
- Une anthologie réduite a été rééditée en 1997 contenant les nouvelles 10, 4, 1 et 9 : Gérard Klein (dir.), Histoires de planètes - Les maîtres de la science-fiction, Librairie Générale Française, coll. Le Livre de poche no 7197, Paris, 1997, 128 p., 11 x 18 cm  (ISBN 2-253-07197-8)

## Extrait de la préface
« De tous les grands thèmes de la science-fiction, celui du voyage interplanétaire est sans doute le plus immédiatement exaltant pour l'imagination : non point à cause du voyage lui-même, mais bien par tout ce qui peut arriver aux voyageurs une fois arrivés Là-Haut. C'est aussi un des plus anciens parmi ces thèmes puisqu'il est apparu, déjà clairement reconnaissable, au IIe de notre ère. (…)

Le XIXe siècle vit un nouvel essor de l'astronautique littéraire. Ce développement devait se prolonger sans dissolution de continuité dans le cadre de la science-fiction moderne, à tel point que le motif du voyage cosmique fut pratiquement confondu avec le genre tout entier par beaucoup de profanes. À quoi était dû ce renouveau d'intérêt ? On peut y voir, d'une part, une conséquence indirecte de la révolution industrielle, et plus précisément l'influence des applications de la science et des possibilités que celle-ci ouvraient devant l'homme : pourquoi le voyage interplanétaire n'eût-il pas figuré au nombre de ces possibilités ? Une autre cause du phénomène est à rechercher du côté de la science astronautique elle-même, des nombreuses découvertes et des hypothèses curieuses dont son histoires fut marquée tout au long du siècle. (...)

Les théories cosmogoniques modernes suggèrent que les planètes sont innombrables dans l'univers, et la biologie tend à montrer que la vie est un phénomène dont l'apparition sur une planète est normale, au bout d'un certain temps, et sous certaines conditions physiques. Il semble hautement probable que l'homme n'est pas le seul exemple d'une vie intelligente dans le cosmos (mais on ne peut rien affirmer de plus que cette forte probabilité). C'est là une justification suffisante pour les rêves dans lesquels l'homme imagine d'autres formes de vie, sur des mondes connus ou inconnus. »
— Extraits de la préface, p. 15, 21 et 32

## Nouvelles

### Le Diable de la colline du Salut
- Auteur : Jack Vance.
- Titre original : The Devil on Salvation Bluff.
- Remarque : il s'agit de la première publication de la nouvelle en français (traduction de l’anglais par Simone Hilling).
- Publication aux États-Unis : Star Science Fiction Stories no 3, janvier 1955.
- Autres publications en France : dans « Sjambak », éd. Le Bélial', 2006  (ISBN 2-84344-076-9).
- Situation dans le recueil : pages 33 à 64.
- Résumé : Les humains ont colonisé la planète La Gloire, mais deux missionnaires, sœur Mary et frère Raymond, regrettent que les autochtones (« les Flits ») restent si sales et si désordonnés. La construction d'un nouveau village, pimpant et ordonné, n'a pas donné les résultats escomptés : les indigènes ne l'ont habité que quelques semaines avant de regagner leur village aux bicoques biscornues et crottées. Mary et Raymond se disent que les Flits sont vraiment atteints de folie. Ils opèrent une nouvelle tentative : ils enlèvent le chef du village pour le faire traiter psychiatriquement. Mais l'homme s'évade de l'hôpital et détruit « La Pendule » qui faisait rythmer les vies de Mary et Raymond selon les repères temporels de la Terre. Les deux missionnaires, privés de ce référentiel temporel, perdent pied et deviennent « fous » à la manière des habitants de la planète, moyennant quoi ils accèdent à un état de simplicité, de sérénité et de bonheur qu’ils n'avaient jamais imaginé atteindre.
- Liens externes :
  - Fiche sur isfdb
  - Fiche sur Noosfère

### La Planète Grenville
- Auteur : Michael Shaara.
- Titre original : Grenville's Planet
- Publication : nouvelle trad. anonyme de l’anglais initialement parue dans The Magazine of Fantasy & Science Fiction no 17, octobre 1952
- Situation dans le recueil : pages 65 à 83.
- Résumé : Un vaisseau transportant des cartographes atterrit sur une planète presque entièrement liquide. Les créatures qui la peuplent voient dans le vaisseau un instrument pour conquérir l’espace.
- Liens externes :

### La Nef engloutie
- Auteur : Ian Williamson
- Titre original : Chemical Plant
- Publication : nouvelle trad. de l’anglais par Paul Hébert, initialement parue dans New Worlds no 8, hiver 1950
- Situation dans le recueil : pages 85 à 115.
- Résumé : Deux vaisseaux se concurrencent pour porter secours à un croiseur abîmé sur une planète et mystérieusement disparu.
- Liens externes :

### Les Monstres
- Auteur : Robert Sheckley.
- Titre original : The Monsters
- Publication : nouvelle trad. de l’anglais par Alain Dorémieux, initialement parue dans The Magazine of Fantasy & Science Fiction no 22, mars 1953
- Situation dans le recueil : pages 117 à 131.
- Résumé : Des explorateurs venus de l’espace sont considérés comme des monstres par les habitants de la planète qu’ils visitent, du fait de leurs convictions et de leur comportement différents.
- Liens externes :

### L'Objet
- Auteur : Chad Oliver.
- Titre original : Artifact
- Publication : nouvelle trad. de l’anglais par Bruno Martin, initialement parue dans The Magazine of Fantasy & Science Fiction no 49, juin 1955
- Situation dans le recueil : pages 133 à 163.
- Résumé : Un artefact rapporté sur Terre va conduire à la découverte d’une civilisation ancienne toujours présente sur Mars.
- Liens externes :

### Stabilité
- Auteur : Lester del Rey.
- Titre original : Stability
- Publication : nouvelle trad. de l’anglais par Michel Rivelin, initialement parue dans Vortex Science Fiction no 1, juillet 1953
- Situation dans le recueil : pages 165 à 188.
- Résumé : La première expédition humaine sur Vénus va confronter l’équipage à des sosies végétaux.
- Liens externes :

### Le Robinson de l'espace
- Auteur : Roger Dee.
- Titre original : Man Friday
- Publication : nouvelle trad. anonyme de l’anglais, initialement parue dans The Magazine of Fantasy & Science Fiction no 34, mars 1954
- Situation dans le recueil : pages 189 à 224.
- Résumé : Le premier explorateur de Mars, misanthrope, est influencé par un naufragé et devient son serviteur.
- Liens externes :

### La Garde
- Auteur : James H.Schmitz
- Titre original : Caretaker
- Publication : nouvelle trad. de l’anglais par Arlette Rosenblum, initialement parue dans Galaxy Science Fiction no 32, juillet 1953
- Situation dans le recueil : pages 225 à 244.
- Résumé : Echoué sur une planète, un navigateur y a découvert une race d’humains et une autre de serpents. Mais est-ce bien la réalité ?
- Liens externes :

### Le Village enchanté
- Auteur : A. E. van Vogt.
- Titre original : The Enchanted Village
- Publication : nouvelle trad. de l’anglais (Canada) par Rosine Chomet, initialement parue dans Other Worlds Science Stories no 5, juillet 1950
- Situation dans le recueil : pages 245 à 267.
- Résumé : Un humain se retrouve prisonnier de Mars, planète hostile à la vie humaine. Pour survivre, il devra s'adapter de façon extraordinaire.
- Liens externes :

### Oiseau de passage
- Auteur : Robert A. Heinlein.
- Titre original : The Menace from Earth.
- Publication : nouvelle tradraduite de l’anglais par Roger Durand, initialement parue dans The Magazine of Fantasy & Science Fiction no 75, août 1957.
- Situation dans le recueil : pages 269 à 309.
- Résumé : La nouvelle évoque une tranche de vie de quelques jours d'Holly Jones, née sur la Lune, qui voit son ami et associé Jeff Hardesty fréquenter une jeune et belle touriste terrienne. Les choses se compliquent quand cette femme, Ariel, souhaite que Holly lui apprenne à planer dans une immense grotte lunaire.
- Liens externes :
  - Fiche sur iSFdb
  - Fiche sur Noosfère

### La Forêt enchantée
- Auteur : Fritz Leiber
- Titre original : The Enchanted Forest
- Publication : nouvelle trad. anonyme de l’anglais, initialement parue dans Astounding Science Fiction no 239, octobre 1950
- Situation dans le recueil : pages 311 à 340.
- Résumé : Le dernier représentant d’une race rebelle trouve refuge sur une planète qui s’avère être un laboratoire du comportement humain, ce qui détruira sa raison.
- Liens externes :

### La Déesse de granit
- Auteur : Robert F. Young
- Titre original : Goddess in Granite
- Publication : nouvelle trad. de l’anglais par Catherine Grégoire, initialement parue dans The Magazine of Fantasy & Science Fiction no 76, septembre 1957
- Situation dans le recueil : pages 341 à 373.
- Résumé : Un explorateur cherche l’accomplissement dans l’escalade d’une statue gigantesque. Mais est-il le premier à la tenter ?
- Liens externes :

### Attitudes
- Auteur : Philip José Farmer.
- Titre original : Attitudes
- Publication : nouvelle trad. anonyme de l’anglais, initialement parue dans The Magazine of Fantasy & Science Fiction n°29, octobre 1953
- Situation dans le recueil : pages 375 à 404.
- Résumé : Au cours d'une croisière interstellaire, un joueur invétéré et tricheur profite d'une escale sur une planète pour participer à un jeu des aborigènes, qu'il s'efforce de gagner. Mais en a-t-il bien compris les règles ?
- Liens externes :

### Se battre et mourir
- Auteur : Idris Seabright.
- Titre original : Brightness Falls from the Air.
- Publication : nouvelle traduite anonymement de l’anglais, initialement parue dans The Magazine of Fantasy & Science Fiction no 7, avril 1951.
- Situation dans le recueil : pages 405 à 415.
- Remarque : c'est la nouvelle la plus courte du recueil (11 pages).
- Résumé : Les humains ont envahi et colonisé la planète des Ngayrs. Pour survivre, les membres du « peuple Oiseau » en sont réduits à participer à des combats où souvent ils trouvent la mort. Le héros humain, Kerr, lie une amitié avec Rhysha, personnalité féminine du peuple Oiseau. Néanmoins, à la suite d'une hospitalisation durant cinq semaines de Kerr, ce dernier ne peut plus revoir Rhysha : elle a trouvé la mort durant un combat.
- Liens externes :
  - Fiche sur isfdb
  - Fiche sur Noosfère

### La Planète morte
- Auteur : Edmond Hamilton.
- Titre original : The Dead Planet
- Publication : nouvelle trad. de l’anglais par Bruno Martin, initialement parue dans Startling Stories vol.13 no 3, printemps 1946
- Situation dans le recueil : pages 417 à 434.
- Résumé : Un vaisseau en difficulté s’échoue sur une planète gelée au bord de la Galaxie. Outre une cité abandonnée, l’équipage va y découvrir l’héritage d’une civilisation ancienne très évoluée, mais qui se sacrifia face à des envahisseurs.
- Liens externes :